# Varronian
Varronian (Flavius Varronianus; * 363; † wohl nach 379) war der Sohn des römischen Kaisers Jovian und dessen Frau Charito.

## Leben
Varronian kam im Todesjahr seines gleichnamigen Großvaters zur Welt, der das Amt des comes Pannoniae bekleidet hatte. Nachdem Jovian nach dem Tod Julians im Orient dessen Nachfolge als Kaiser angetreten hatte, ernannte er auf dem Rückmarsch nach Westen am 1. Januar in Ankyra seinen neugeborenen Sohn neben sich zum Konsul des Jahres 364. Der Knabe erhielt zugleich den Titel nobilissimus puer, was ihn als künftigen Caesar und Thronfolger designierte. Jovian starb jedoch schon am 17. Februar 364, womit die Gründung einer neuen Dynastie gescheitert war.
Varronian und seine Mutter überlebten wahrscheinlich bis in die Regierungszeit Theodosius’ I. Kaiser Valens ließ dem Knaben angeblich ein Auge ausstechen, um sicherzustellen, dass dieser niemals die Kaiserwürde erlangen würde.